# Cantopop
Cantopop (tiếng Trung: 粵語流行音樂; Việt bính: Jyut jyu lau hang jam ngok; Hán-Việt: Việt ngữ lưu hành âm nhạc) là tên gọi thân mật cho "nhạc đại chúng tiếng Quảng Đông". Đôi khi Cantopop được dùng để chỉ HK-pop, rút ngắn từ cụm từ tiếng Anh "Hong Kong popular music" (nhạc đại chúng Hồng Kông). Nó được phân loại như là một nhánh của nhạc pop tiếng Hoa nằm trong C-pop. Cantopop không chỉ mang ảnh hưởng từ các hình thức khác của âm nhạc Trung Quốc mà còn từ phong cách quốc tế, bao gồm nhạc jazz, rock and roll, R&B, nhạc điện tử, nhạc pop phương Tây cùng các thể loại âm nhạc khác. Các ca khúc Cantopop hầu như luôn được thể hiện bằng tiếng Quảng Đông. Tự hào với một lượng fan hâm mộ đa quốc gia, đặc biệt là ở các quốc gia Đông Nam Á như Ma-lai-xi-a, Xinh-ga-po, In-đô-nê-xi-a, Thái Lan và ở tỉnh Quảng Đông của Trung Quốc đại lục, tuy nhiên Hồng Kông vẫn duy trì vị thế là trung tâm quan trọng nhất của thể loại âm nhạc này.

## Lịch sử

### Thập niên 1980: Thời hoàng kim của dòng nhạc Cantopop
Trong suốt thập kỷ 80, dòng nhạc Cantopop cất cánh bay lên đỉnh cao với các nghệ sĩ, nhà sản xuất và công ty thu âm hoạt động một cách nhịp nhàng, trơn tru. Các ngôi sao Cantopop như Mai Diễm Phương, Trương Quốc Vinh, Lâm Tử Tường, Đàm Vịnh Lân, Diệp Thiến Văn, Trần Tuệ Nhàn, Lâm Ức Liên, Trần Bách Cường và Trương Học Hữu nhanh chóng trở thành những cái tên trong cùng một nhà. Ngành công nghiệp âm nhạc đã sử dụng các ca khúc Cantopop trong các bộ phim truyền hình lẫn điện ảnh, với một vài bài trong số những bản thu nổi tiếng nhất đến từ những bộ phim như Anh hùng bản sắc (英雄本色). Các nhà tài trợ và công ty thu âm bắt đầu thích nghi với ý tưởng về các bản hợp đồng sinh lời và những bản ký tên trị giá hàng triệu đô la. Ngoài ra còn có các ca khúc tiếng Nhật được viết lại lời bằng tiếng Quảng Đông.
Nữ ca sĩ Hoa ngữ thành công nhất lúc bấy giờ, "Nữ hoàng Mandopop" Đặng Lệ Quân cũng lấn sân sang dòng nhạc Cantopop. Cô đã gặt hái được thành công về mặt thương mại với những bản hit tiếng Quảng dưới trướng công ty PolyGram vào quãng đầu thập niên 1980. Ngoài ra còn có nữ ca sĩ Chân Thục Thi là một gương mặt tiêu biểu đến từ Ma Cao.
Trong những năm 1980 đã diễn ra làn sóng thứ hai của "cơn sốt ban nhạc" (làn sóng thứ nhất diễn ra vào những năm 1960-1970 vốn chịu ảnh hưởng lớn từ hiện tượng Beatlemania trên quy mô toàn cầu lúc bấy giờ). Giới trẻ thì cho rằng việc thành lập các ban nhạc thời điểm đó là vô cùng hợp thời. Nhiều ban nhạc mới nổi lên như Lotus của Hứa Quan Kiệt, The Wynners và Teddy Robin and the Playboys (Teddy Robin và những tay chơi).

### Thập niên 1990: Kỷ nguyên Tứ Đại Thiên Vương
Vào đầu những năm 1990, các ngôi sao Cantopop như Đàm Vịnh Lân, Trương Quốc Vinh, Hứa Quan Kiệt, Trần Tuệ Nhàn, nhà sáng tác Cố Gia Huy và nhiều nhân vật khác đều rút lui khỏi ánh hào quang sân khấu, hoặc không thì cũng thu hẹp phạm vi hoạt động của mình. Nữ ca sĩ Trần Tuệ Nhàn thì rời Hồng Kông để theo đuổi việc học tại ngôi trường Đại học Syracuse nước Mỹ, trong khi những người còn lại rời Hồng Kông giữa bối cảnh bất ổn xung quanh Sự kiện Thiên An Môn năm 1989 và sắp tới là sự kiện trao trả Hồng Kông từ tay Anh Quốc trở về dưới quyền quản lý của Trung Quốc năm 1997.
Trong suốt thập niên 90, bộ sậu "Tứ Đại Thiên Vương" (四大天王), bao gồm Trương Học Hữu, Lưu Đức Hoa, Quách Phú Thành và Lê Minh đã chi phối cả nền âm nhạc và phủ sóng trên các mặt báo, tạp chí, truyền hình, quảng cáo và điện ảnh. Các tài năng mới như ban nhạc Beyond, nhóm Thảo Manh, Lý Khắc Cần, Diệp Thiến Văn, Châu Huệ Mẫn, Bành Linh, Trần Tuệ Lâm, Trịnh Tú Văn và Vương Phi cũng nổi lên làm thế đối trọng. Tuy nhiên, do những tranh cãi về hợp đồng với công ty giải trí PolyGram mà Lý Khắc Cần mãi không bao giờ có thể trở thành nghệ sĩ trực thuộc hãng, thay vào vị trí đó là Trương Học Hữu và Lê Minh vốn thuộc cùng hãng thu âm.
Sự kiện chuyển giao chủ quyền đã tạo ra một bầu không khí đầy gian truân, thử thách về phương diện văn hóa đối với ngành công nghiệp âm nhạc. Sự thiết lập Luật Cơ bản Hồng Kông cũng như các pháp lệnh quy định về ngôn ngữ đã khiến cho việc áp dụng tiếng Quan thoại là không thể tránh được.

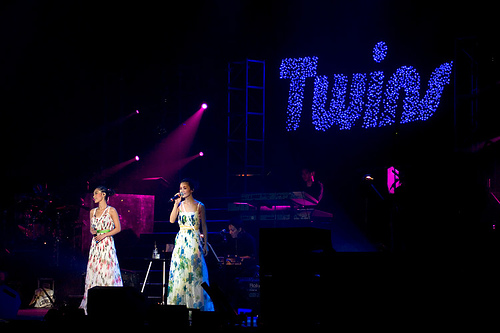
Twins ở vào thời kỳ đỉnh cao trong sự nghiệp của nhóm

### Thập niên 2000: Kỷ nguyên mới
Tại thời điểm chuyển giao giữa hai thế kỷ, tiếng Quảng Đông vẫn đóng vai trò thống trị nền âm nhạc Hoa ngữ. Sự ra đi của hai ngôi sao Trương Quốc Vinh và Mai Diễm Phương vào năm 2003 đã làm rung chuyển cả ngành công nghiệp âm nhạc. Thời kỳ chuyển giao còn diễn ra với nhiều nghệ sĩ nổi lên ở hải ngoại như Tạ Đình Phong và Lý Mân đã được khán giả ghi nhận. Kết quả là dòng nhạc Cantopop không còn bị giới hạn trong phạm vi Hồng Kông nữa mà đã dần trở thành một phần của trào lưu âm nhạc ở quy mô lớn hơn. Thời kỳ này cũng rộ lên phiên bản thứ 2 của Tứ Đại Thiên Vương gồm Châu Hoa Kiện, Thành Long, Lý Tông Thịnh  và Hoàng Diệu Minh.
Năm 2005, Cantopop bước vào giai đoạn thăng hoa. Các hãng giải trí lớn thâu tóm thị trường Hồng Kông bao gồm: Gold Typhoon Music Entertainment (EMI, Gold Label), Universal Music Group, East Asia Entertainment và hãng thu âm Amusic, cũng như là Emperor Entertainment Group. Một vài trong số những nghệ sĩ thành công nhất của giai đoạn này có thể kể đến: Mạch Tuấn Long, Dung Tổ Nhi, nhóm Twins, Trần Dịch Tấn, Dương Thiên Hoa, Cổ Cự Cơ, Ôn Triệu Luân, Vệ Lan và Trương Vệ Kiện.
Kỷ nguyên mới cũng chứng kiến sự bùng nổ các nhóm/ban nhạc như at17, Soler, Sun Boy'z, HotCha, Mr và RubberBand. Nhiều nghệ sĩ như Đặng Lệ Hân, Ngô Vũ Phi, Quan Trí Bân và Lý Uẩn cuối cùng sau đó đã tách ra hoạt động riêng.
Thập kỷ này còn được mệnh danh là kỷ nguyên "ca sĩ của dân" (giản thể: 亲民歌星; phồn thể: 親民歌星; Hán-Việt: thân dân ca tinh) bởi hầu hết các nghệ sĩ đều được phổ biến với công chúng, trái ngược với thập niên 1990 khi mà những ca sĩ "tên tuổi lớn" (tiếng Trung: 大牌歌星; Hán-Việt: đại bài ca tinh) của thời kỳ trước dường như đều rất khó để tiếp cận.

## Ảnh hưởng tại Việt Nam
Cơn sốt phim truyền hình Hồng Kông (đặc biệt là phim của đài TVB) trên khắp Đông và Đông Nam Á vào những năm 1975 - 1990 đã giúp phổ biến dòng nhạc C-pop nhẹ nhàng, trữ tình (bao gồm cả Cantopop và Mandopop) ở thị trường Việt Nam, tạo nên phong trào "nhạc Hoa lời Việt" trong giới nghệ sĩ. Những năm cuối thập niên 1990 và đầu thập niên 2000, Lam Trường, Đan Trường cùng các ca sĩ Việt gốc Hoa như Sỹ Ben, Mộng Na, Tú Linh, Tú Châu, Cảnh Hàn và Nguyễn Đức hay bộ đôi Chàng trai Bắc Kinh Minh Thuận, Nhật Hào là những ca sĩ chuyển thể dòng nhạc Cantopop thành công nhất tại thị trường Việt Nam còn tại thị trường hải ngoại có Andy Quách và Don Hồ thể hiện các ca khúc nhạc Hoa. Đây cũng là thời kỳ hoàng kim của dòng nhạc Hoa lời Việt, vốn từ tứ ca Tứ đại Thiên Vương của Hồng Kông thể hiện rất thành công. Một số ca khúc phim TVB kinh điển được phổ lời Việt bởi Tuấn Đạt & Lucia Kim Chi như Tuyết Sơn Phi Hồ, Lục Tiểu Phụng hay Thần điêu đại hiệp cũng rất nổi tiếng.

### Những năm 2000-nay
Danh sách này không đầy đủ, bạn cũng có thể giúp mở rộng danh sách.
Thời kỳ 2004 - 2008 chứng kiến sự bùng nổ của dòng phim thần tượng Đài Loan tại thị trường châu Á, kéo theo đó là sự phổ biến dòng nhạc tình cảm lãng mạn, dễ thương kiểu C-pop (đặc biệt là Mandopop).
Ngoài ra còn có một số bài nhạc Cantopop cũng được các ca sĩ nổi tiếng V-pop lúc bấy giờ hát lại hoặc phối lại bằng tiếng Việt như:
| STT | Tên gốc bài hát tiếng Quảng Đông (Việt bính + tiếng Việt)                                                           | Tên tiếng Anh               | Người thể hiện                           | Năm phát hành | Quốc gia phát hành | Tên bài hát phiên bản Việt Nam                                                                                     |
| --- | --- | --------------------------- | ---------------------------------------- | ------------- | ------------------ | --- |
| 1   | 女校男生 Neoi Haau Naam Saang (Trường Nữ Học Sinh Nam)                                                              | Girls' School, Male Student | Twins                                    | 2001          | Hồng Kông          | Tình Bạn - Nhóm Mây Trắng                                                                                          |
| 2   | 下一站天后 Haa Jat Zaam Tin Hau (Trạm Kế Tiếp... Thiên Hậu)                                                         | Next Station, Tin Hau       | Twins                                    | 2003          | Hồng Kông          | Gọi Mãi Tên Anh - Thùy Chi                                                                                         |
| 3   | Proud of You (bài hát quảng cáo cho khu bất động sản Hoằng Cảnh Đài ở Tây Cửu Long)                                 |                             | Phùng Hy Dư                              | 2003          | Hồng Kông          | Valentine Của Tôi - Nhóm Thiên Trường - Địa Hải                                                                    |
| 4   | 我的驕傲 Ngo Dik Giu Ngou (Niềm Tự Hào Của Tôi)                                                                     | My Pride                    | Dung Tổ Nhi                              | 2003          | Hồng Kông          | Nụ Hôn Mùa Đông - Bảo Thy, Vương Khang, nhóm 2B                                                                    |
| 5   | 雙失情人節 Soeng Sat Cing Jan Zit (Mất Cả Hai Vào Lễ Tình Nhân)                                                     |                             | Twins                                    | 2004          | Hồng Kông          | Nụ Hôn Trong Mưa - Đông Nhi                                                                                        |
| 6   | 夏日倾情 Ha Yat King Cing (Mùa Hè Nồng Nhiệt)                                                                       |                             | Lê Minh                                  | 2005          | Hồng Kông          | - Rồi Từ Đây - Ngọc Linh - Cuộc Tình Xa - Anh Tú                                                                   |
| 7   | 好好戀愛 Hou Hou Lyun Ngoi (Yêu Nhau Cho Tốt)                                                                       |                             | Phương Lực Thân ft. Đặng Lệ Hân          | 2008          | Hồng Kông          | Vịt Con Online - Hoàng AXN, Sơn Ca                                                                                 |
| 8   | 大浪漫主義 Daai Long Maan Zyu Ji (Chủ Nghĩa Lãng Mạn Lớn)                                                           |                             | Twins                                    | 2002          | Hồng Kông          | Từ Hôm Đó - Nhóm H.A.T                                                                                             |
| 9   | Get Out |                             | Jill Vệ Thi                              | 2006          | Hồng Kông          | Get Out - Bảo Thy                                                                                                  |
| 10  | 心淡 Sam1 Taam5 (Phai Lòng)                                                                                         |                             | Dung Tổ Nhi                              | 2004          | Hồng Kông          | Hãy Nói Anh Không Còn Yêu - Thu Ngọc (cựu thành viên nhóm Mây Trắng)                                               |
| 11  | 越難越愛 Jyut Naan Jyut Ngoi (Càng Khó Càng Yêu) (nhạc phim Sứ đồ hành giả)                                         |                             | Ngô Nhược Hy                             | 2014          | Hồng Kông          | Càng Khó Càng Yêu - Bảo Thy                                                                                        |
| 12  | 野郎 Disco Je5 Long4 Disco (Dã lang Disco)                                                                          | Disco Alaskan Wolves        | Bảo Thạch Gem (寶石Gem)                  | 2018          | Trung Quốc         | Tháng Năm Không Quên - H2K, KN                                                                                     |
| 13  | 爱的暴风雨 Ngoi3 Dik1 Bou6 Fung1 Jyu5 (Cơn Bão Ái Tình)                                                             |                             | Mộng Hàm (梦涵)                          | 2021          | Trung Quốc         | - Cơn Bão Tình Yêu - YuniBoo, H2K - Yêu Làm Chi? - Đạt Khói                                                        |
| 14  | 我需要的只是愛 Ngo Seoi Jiu Dik Zi Si Ngoi (Tất cả tôi cần là tình yêu)                                             |                             | Lương Hán Văn                            | 2000          | Hồng Kông          | Mùa Đông Tàn Phai - Đan Trường                                                                                     |
| 15  | 直至消失天與地 Zik Zi Siu Sat Tin Jyu Dei (Cho Đến Khi Trời Đất Tan Biến)                                           |                             | Trịnh Y Kiện                             | 2000          | Hồng Kông          | Kỷ Niệm Nào Vội Tan? - Tô Chấn Phong                                                                               |
| 16  | 天命最高 Tin Ming Zoi Cou (Thiên Mệnh Tối Cao)                                                                      |                             | Cổ Thiên Lạc                             | 2001          | Hồng Kông          | Dòng Sông Thời Gian - Quang Vinh                                                                                   |
| 17  | 與淚抱擁 Jyu5 Leoi6 Pou5 Jung2 (Ôm Nước Mắt)                                                                        |                             | Trần Tuệ Nhàn                            | 2005          | Hồng Kông          | Hỡi Tình Yêu - Ngọc Anh                                                                                            |
| 18  | 美丽传说 Mei Lai Cyun Syut (Mỹ Lệ Truyền Thuyết) (nhạc phim Sắc đẹp vĩnh cửu)                                       |                             | Điền Nhụy Ni                             | 2000          | Hồng Kông          | Vì Em Là Con Gái - Cẩm Ly                                                                                          |
| 19  | 苦口良藥 Fu2 Hau2 Loeng4 Joek6 (Thuốc Đắng Giã Tật) (nhạc phim Mối tình chung thủy)                                 |                             | Trần Tuệ San, Hứa Chí An (許志安)        | 2002          | Hồng Kông          | Tình Yêu Ngày Nắng - Nhóm Mây Trắng, Quang Vinh                                                                    |
| 20  | 回贈 Wui4 Zang6 (Báo Đáp)                                                                                           |                             | Đàm Vịnh Lân                             | 2001          | Hồng Kông          | Biển Lạnh - Vina Uyển My                                                                                           |
| 21  | 越難越愛你 Jyut6 Naan4 Jyut6 Ngoi3 Nei5 (Càng Khó Em Càng Yêu Anh)                                                  |                             | Thang Bảo Như (湯寶如)                   | 2001          | Hồng Kông          | Hạnh Phúc Sao Vội Tan - Ngọc Huệ                                                                                   |
| 22  | 與他對望 Jyu Ta Deoi Mong (Đối Mặt Cùng Người Ấy)                                                                   |                             | Diệp Ngọc Thanh (葉玉卿)                 | 2001          | Hồng Kông          | Tình Ca Muôn Thuở - Tú Quyên, Tuấn Hải                                                                             |
| 23  | 越夜越有機 Jyu6 Je6 Jyu6 Jau5 Gei1 (Càng Về Đêm Càng Hữu Cơ)                                                        |                             | Lê Minh                                  | 2000          | Hồng Kông          | - Cứ Yêu Mà Thôi - Tú Linh, Nguyễn Đức - Bóng Dáng Nụ Cười - Trương Đan Huy                                        |
| 24  | 後遺症 Hau Wai Zing (Hậu Di Chứng)                                                                                  |                             | Trịnh Tú Văn                             | 2001          | Hồng Kông          | Mùa Xuân Lạc Lối - Thuỷ Tiên                                                                                       |
| 25  | 醇酒醉影 Seun Jau Jeui Ying (Hương Rượu Tình Nồng) (nhạc phim Hương đồng gió nội)                                   |                             | Trương Học Hữu, Trần Khiết Nghi (陈洁仪) | 2001          | Hồng Kông          | - Lời Nguyện Cầu Trong Đêm (Hương Rượu Tình Nồng) - Minh Thuận, Mỹ Tâm - Trăm Năm Tình Đầu - Lâm Hùng, Quách An An |
| 26  | 給自己的情書 Kap Ji Gei Dik Ching Syu (Lá Thư Tình Viết Cho Chính Mình) (nhạc phim Câu chuyện của ngày xưa)         |                             | Vương Phi                                | 2000          | Hồng Kông          | - Trái Tim Tật Nguyền - Minh Tuyết, Bằng Kiều - Tình Nhân - Phạm Quỳnh Anh                                         |
| 27  | 因为爱妳 (更珍惜我自己) Yan Wai Oi Nei (Gang Jan Sik Ngo Ji Gei) (Bởi Vì Anh Yêu Em (Trân Trọng Bản Thân Mình Hơn)) |                             | Tô Vĩnh Khang                            | 2000          | Hồng Kông          | Khi Trái Tim Biết Yêu - Lương Tùng Quang                                                                           |
| 28  | 爭氣 Zang Hei (Hoàn Tất)                                                                                            |                             | Dung Tổ Nhi                              | 2002          | Hồng Kông          | Thế Kỷ Tình Yêu - Nhóm D&D                                                                                         |
| 29  | 幸而 Hang6 Ji4 (May Phúc) (nhạc phim Loạn thế giai nhân)                                                            |                             | Hồ Hạnh Nhi                              | 2006          | Hồng Kông          | - Ngày Buồn Nhất - Bảo Thy - May Phúc - Lee Phú Quý                                                                |
| 30  | 无间道 Moo Gan Doo (Vô Gian Đạo) (nhạc phim Vô gian đạo)                                                            |                             | Lưu Đức Hoa, Lương Triều Vỹ              | 2002          | Hồng Kông          | Đàn Ông Không Được Quên...Hết Tình Còn Nghĩa - Ưng Hoàng Phúc                                                      |
| 31  | 感激遇到你 Gam2 Gik1 Jyu6 Dou3 Nei5 (Cảm Kích Khi Gặp Anh) (nhạc phim Mẹ Chồng Nàng Dâu)                            |                             | Hồ Hạnh Nhi, Huỳnh Tông Trạch            | 2007          | Hồng Kông          | Cảm Giác - Bảo Thy                                                                                                 |

## Các nghệ sĩ
| Danh sách này không đầy đủ, bạn cũng có thể giúp mở rộng danh sách. - Hứa Quan Kiệt - La Văn - Lâm Tử Tường - Hoàng Triêm - Trịnh Thiếu Thu - Trần Bách Cường - Trương Quốc Vinh - Huỳnh Gia Câu - Châu Hoa Kiện - Aaron Siu - Âu Thụy Cường - Chung Trấn Đào - Trần Hiểu Đông - Trần Dịch Tấn - Thành Long - Phùng Tổ Danh - Trần Tiểu Xuân - Trần Bá Vũ - Trần Kiện Phong - Trần Vỹ Đình - Châu Bách Hào - Trần Quán Hy - Trịnh Y Kiện - Trịnh Tuấn Hoằng - Trịnh Gia Dĩnh - Trịnh Trung Cơ (người Đài Loan) - Trương Vệ Kiện - Trương Kính Hiên (người Trung Quốc đại lục) - Trương Trí Lâm - Hứa Đình Khanh - Cổ Thiên Lạc - Trương Kế Thông - Trương Trí Hằng - Benji Chiang - Chu Quốc Hiền - Phương Lực Thân - Phương Đại Đồng - Jay Fung - Hứa Chí An - Alex Hung - Hồng Trác Lập - Lưu Đức Hoa - Trương Học Hữu - Quách Phú Thành - Lê Minh - Lương Triều Vỹ - Lý Khắc Cần - Kim Thành Vũ - Quan Sở Diệu - Quan Trí Bân - Quan Chính Kiệt - Cổ Cự Cơ - Quách Tấn An - Lâm Tử Thiện - Lâm Bảo Di - Lâm Nhất Phong - Lâm Phong - Lâm Hải Phong - Lưu Hạo Long - Gene Lee - Lý Nhật Lãng - La Gia Lương - Trắc Điền - Lư Quan Đình - Douglas Low - Mạch Tuấn Long - Mạch Tử Hào - Lam Dịch Bang - Lý Trị Đình - Tiêu Chính Nam - Tô Vĩnh Khang - Đàm Vịnh Lân - Đặng Kiện Hoằng - Đỗ Đức Vỹ - Tạ Đình Phong - Vương Tổ Lam - Ôn Triệu Luân - Vương Kiệt - Philip Wei Xiong - Chris Wong - Huỳnh Quán Trung - Diệp Thế Vinh - Huỳnh Tông Trạch - Huỳnh Diệu Minh - Hồ Hồng Quân - Ứng Xương Hựu - Mã Tuấn Vỹ - Dư Văn Nhạc - Âu Dương Tĩnh - MastaMic - Namewee (người Malaysia) | Danh sách này không đầy đủ, bạn cũng có thể giúp mở rộng danh sách. - AGA - Annabelle Louie - Bành Linh - Chân Thục Thi - Châu Huệ Mẫn - Châu Lệ Kỳ - Chiêm Thiên Văn (After Class) - Chung Hân Đồng (Twins) - Chung Nhu Mỹ (After Class) - Chung Thư Mạn - Rachelle Chung - Chung Gia Hân - Cốc Á Vy - Diệp Đức Nhàn - Diệp Lệ Nghi - Diệp Ngọc Khanh - Diệp Thiến Văn - Grace Ip - Diêu Trác Phi (After Class) - Dung Tổ Nhi - Dương Thiên Hoa - Đàm Gia Nghi - Đặng Lệ Quân - Đặng Tử Kỳ - Đới Tổ Nghi - Renee Dai - Đường Muội - June Tang - Stephy Tang - Vangie Tang - Giang Y Tình - J. Arie - Cherry Ho - Hà Lạc Dao - Hà Nhạn Thi - Hà Vận Thi - Hồ Bội Úy - Hồ Hạnh Nhi - Hồ Định Hân - Hồ Lâm - Hứa Tĩnh Vận - Khương Lệ Văn - Kellyjackie - Mimi Lo - Lâm Hân Đồng - Lâm Ức Liên - Lê Tư - Vivian Lai - Liên Thi Nhã - Prudence Liew - Lữ San - Lư Xảo Âm - Winnie Lau - Lương Tịnh Kỳ - Lương Vịnh Kỳ - Cathy Leung - Isabella Leong - Lý Hạnh Nghê - Lý Mân - Eunix Lee - Tiffany Lee - Rain Li - Diệp Thiến Văn - Mai Diễm Phương - Mạc Văn Úy - Keeva Mak - Ngô Nhược Hy - Kary Ng - Yan Ng - Phó Dĩnh - Maggie Fu - Phùng Hy Dư - Quan Cúc Anh - Quan Thục Di - Jade Kwan - Ella Koon - Tạ An Kỳ - Teresa Carpio - Lai Ying Tong - Karen Tong - Thái Trác Nghiên (Twins) - Tiết Gia Yến - Trang Tâm Nghiên (người Trung Quốc đại lục) - Trần Bảo Châu - Trần Hy Nghi - Trần Khiết Nghi - Trần Tuệ Lâm - Trần Tuệ Nhàn - Trần Tuệ San - Trần Thu Hà - Trần Văn Viện - Trịnh Dung - Trịnh Hân Nghi - Trịnh Hy Di - Trịnh Tú Văn - Trương Bá Chi - Trương Đức Lan - Tuyên Huyên - Từ Tiểu Phụng - Từ Tử San - Tưởng Nhã Văn - Uông Minh Thuyên - Vệ Lan - Vệ Thi - Viêm Minh Hy (After Class) - Vịnh Nhi - Emme Wong - Vương Hạo Nhi - Vương Phi - Vương Uyển Chi - Linda Wong - Su Miaoling - Charlie Yeung - Amy Chan - Angela Pang - Bondy Chiu - Chita Yu - AMA Huen Ning | - 2R - 4ando(son) - After Class - AMK - As One - At17 - Benji and Lesley - Beyond - Bliss - Boy'z - Blue Jeans - C AllStar - Chochukmo - Citybeat - Cream - De Argyle Peasants - Dear Jane - Dry - E-Kids - Echo - EO2 - Error - FAMA - Thảo Manh - Hotcha - Honey Bees - Honey Bees Junior - KOLOR - Krusty - I Love You Boy'z - The Jade Band - LMF - Lil' Ashes - Little Tigers - Mirror - Mister (Mr) - MP4 - My Little Airport - Online - Paradox - Pandora - Per se - Ping Pung - PixelToy - Purple Nine - Raidas - Relaxpose - Robynn & Kendy - RubberBand - Royals - Shine - Sky - Softhard - SohBim - Soler (người Macao) - Super Girls (HK) - Supper Moment - Square - Swing - ToNick - Tai Chi - Tat Ming Pair - The Cause Across - The Pancakes - The Raiders - Wind & Cloud - The Wynners - Twins - VEGA - XERO - YLK Organization - Zarahn - Zzzsh - Zen - Zpecial - 24 Herbs |